# ستان جونز (لاعب كرة قدم أمريكية)
ستان جونز (بالإنجليزية: Stan Jones)‏ هو لاعب كرة قدم أمريكية أمريكي، ولد في 24 نوفمبر 1931 في ألتونا في الولايات المتحدة، وتوفي في 21 مايو 2010 في مقاطعة بورمفيلد في الولايات المتحدة بسبب سكتة.

## وصلات خارجية
- ستان جونز على موقع مرجع كرة القدم المحترفة.كوم (الإنجليزية)
- ستان جونز على موقع إن إن دي بي (الإنجليزية)